# Зелена (зупинний пункт, Південна залізниця)
Зеле́на — пасажирський залізничний зупинний пункт Сумської дирекції Південної залізниці на електрифікованій лінії Люботин-Західний — Полтава-Південна між станціями Божків (5 км) та Кочубеївка (12 км). Розташований неподалік села Вільхівщина Полтавського району Полтавської області. 

## Пасажирське сполучення
На платформі Зелена зупиняються приміські електропоїзди напрямку  Гребінка — Полтава — Огульці. Для посадки/висадки пасажирів на приміські поїзди облаштовані дві низькі пасажирські платформи.